# Podgrzewacz ciepłej wody użytkowej

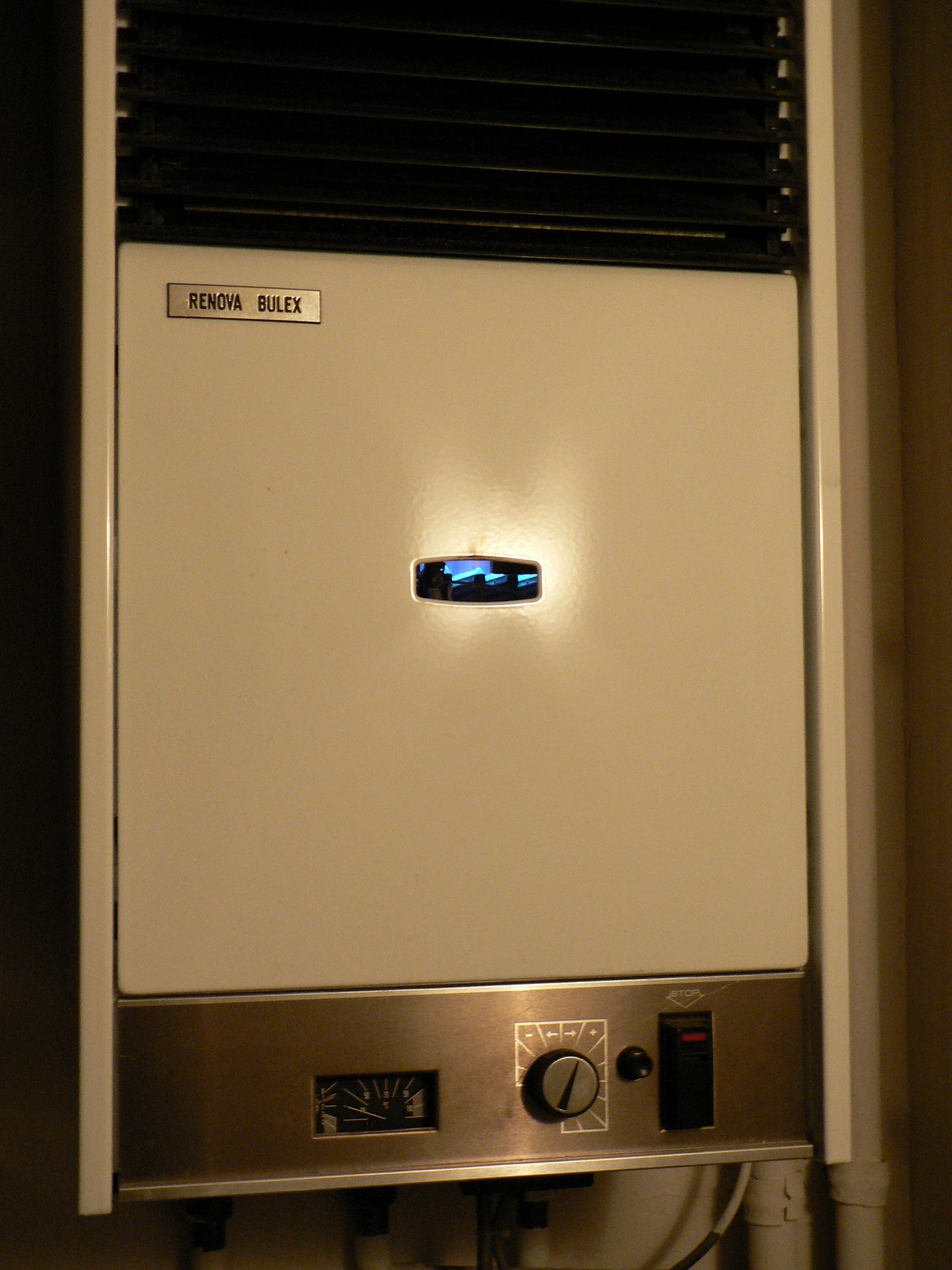
Gazowy, przepływowy podgrzewacz
ciepłej wody użytkowej (c.w.u.)

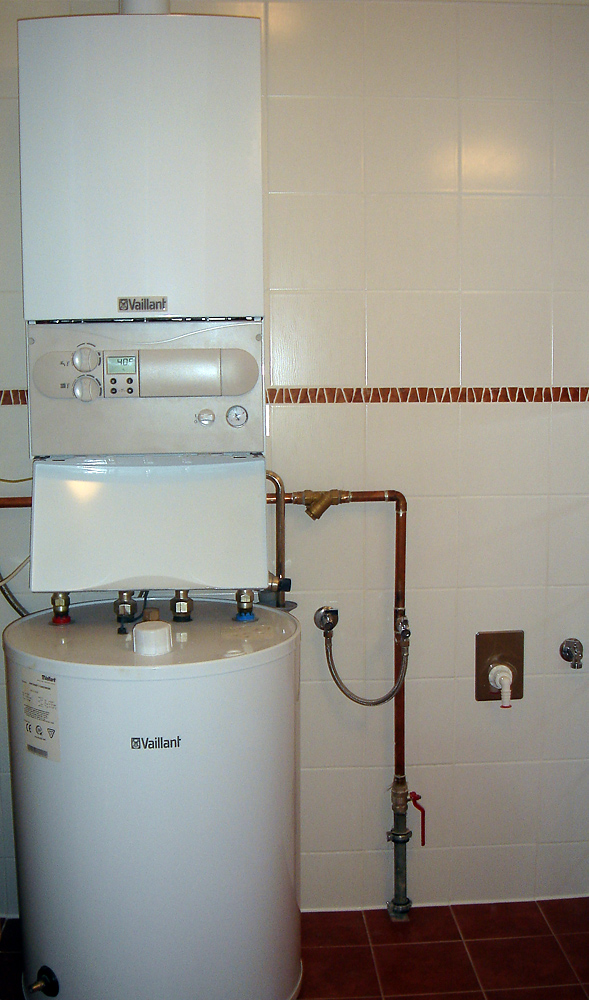
Pojemnościowy podgrzewacz c.w.u.

Podgrzewacz ciepłej wody użytkowej, podgrzewacz CWU (c.w.u.) – urządzenie stosowane w domowej instalacji wodnej do przygotowywania ciepłej wody użytkowej.

## Podział
Podgrzewacze dzielą się na:
- podgrzewacze pojemnościowe
- podgrzewacze przepływowe
- zasobniki c.w.u.

## Pojemnościowy podgrzewacz wody
Pojemnościowy podgrzewacz wody lub bojler (ang. boil – wrzeć, boiler, kocioł parowy) – zbiornik ciepłej wody użytkowej. Głównym elementem jest zasobnik ciepłej wody, wyposażony standardowo w wyjścia instalacji rurowych: odprowadzającej ciepłą wodę oraz instalacji zamkniętego przebiegu połączonej z systemem podgrzewania i zaworem bezpieczeństwa.
Zbiornik najczęściej ma izolację termiczną zmniejszającą straty ciepła. Ponieważ instalacja doprowadzająca zimną wodę podłączona jest do sieci wodociągowej, wewnątrz zbiornika panuje ciśnienie (standardowo 4 atmosfery). Woda w bojlerze może być ogrzewana grzałką elektryczną z termostatem, za pomocą wymiennika ciepła z centralnego ogrzewania, za pomocą palnika gazowego lub za pomocą pompy ciepła.

## Przepływowy podgrzewacz wody
Przepływowy podgrzewacz wody – urządzenie do przygotowania ciepłej wody przepływającej przez podgrzewacz, gazowe podgrzewacze z otwartą komorą spalania (nazywane popularnie piecami kąpielowymi lub piecami łazienkowymi) lub też urządzenia elektryczne.
W podgrzewaczu gazowym woda przepływa przez wężownicę, która jest połączona (stanowiąc jedną całość) z wymiennikiem ciepła umieszczonym nad palnikiem, składającym się z miedzianych rurek, do których przylutowane są lamele znacznie powiększające ich powierzchnię. Ciepło spalania gazu zostaje przekazane przez lamelki do rurek, a te z kolei przekazują je wodzie. Wymiennik ciepła wraz z wężownicą potocznie nazywa się nagrzewnicą. Ponieważ główny palnik ma dużą moc cieplną, podczas spalania w nim gazu musi przez nagrzewnicę cały czas przepływać woda (inaczej podgrzewacz może się przegrzać i zniszczyć a wrząca woda może rozsadzić wężownicę). W celu zapobieżenia spalaniu się gazu gdy woda nie przepływa, podgrzewacze wyposażone są w specjalny zawór wyłączający gaz w razie zaprzestania poboru wody tzw. zespół wodny). Podczas poboru wody membrana pod wpływem ciśnienia podnosi się, popycha iglicę, która dalej (pokonując sprężynę) popycha zawór, otwierający dopływ gazu do głównego palnika. Po zamknięciu poboru wody sprężyna powoduje zamknięcie dopływu gazu. Główny palnik zapalany jest za pomocą zapalacza, popularnie zwanego świeczką lub palnikiem pilotującym, w nowocześniejszych modelach przez iskrownik (bateryjny lub z napędem hydrodynamicznym). Nominalna wydajność cieplna gazowego przepływowego podgrzewacza wody wynosi dla najczęściej spotykanych modeli ok. 250 – 350 kcal/min, a niekiedy nawet 450 kcal/min. Sprawność nowoczesnych podgrzewaczy przekracza 85%.
Elektryczne przepływowe podgrzewacze wody z uwagi na dużą moc, wymagają (poza najmniejszymi) zasilania prądem trójfazowym.